# Український Михайло Йосипович
Михайло Йосипович Український (1914, село Олексієво-Орлівка, тепер у складі міста Шахтарська Донецької області — ?) — український радянський діяч, шахтар, кріпильник шахти № 6 (№ 30—31) тресту «Зуївантрацит» Сталінської області. Депутат Верховної Ради УРСР 3—5-го скликань.

## Біографія
Народився у родині робітника-шахтаря. У 1931 році закінчив гірничопромислове училище на Донбасі.
У 1931—1941 роках — кріпильник на шахтах «Давидівка», № 2—2 біс, № 30—31 і № 6 четвертого шахтоуправління тресту «Зуївантрацит» міста Катик Донецької (Сталінської) області.
Учасник німецько-радянської війни. Служив у Червоній армії номером мінометного розрахунку 6-ї батареї 175-го армійського мінометного полку. Воював на 3-му Українському фронті. Був двічі поранений.
З 1945 року — кріпильник шахти № 6, потім кріпильник, бригадир прохідників шахти № 30—31 четвертого шахтоуправління тресту «Зуївантрацит» міста Катик (Шахтарськ) Сталінської області. У 1950 році майже в півтора рази перевиконав виробничий план.

## Нагороди
- ордени
- медаль «За бойові заслуги» (5.05.1945)
- медаль «За перемогу над Німеччиною у Великій Вітчизняній війні 1941-1945 pp.»
- медаль «За відбудову шахт Донбасу»
- медалі
- почесний шахтар